# Смит, Джон Рафаэль

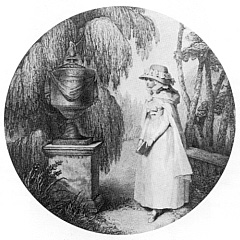
Шарлотта у могилы Вертера. Иллюстрация к «Страданиям юного Вертера» И. В. Гёте. 1783

Джон Рафаэль Смит, Смис (англ. John Raphael Smith; 1752, Дерби — 1812, Донкастер) — английский рисовальщик, гравёр-меццотинтист и живописец, мастер репродукционной гравюры. Официальный гравер Принца Уэльского. Учитель Уильяма Тернера. Наибольшую известность Смиту принесли меццотинто по оригиналам Джошуа Рейнолдса (около 40 листов, в том числе «Портрет леди Гертруды Фицпатрик»). Выполнял также гравюры по оригиналам Джозефа Райта из Дерби («Эдвин-Менестрель» по неоконченной поэме шотландского поэта Джеймса Битти), Джорджа Морленда, Джеймса Барри («Изобретение лиры Меркурием»). Всего известно около 400 листов работы Смита, выполненных в технике меццо-тинто, из которых около 130 он выполнил по собственным оригиналам.

## Выставки
С 1779 по 1790 год гравюры Смита выставлялись в Королевской академии художеств.

## Семья
- Отец Томас Смит — художник-пейзажист.
- Сын Джон Рубенс Смит — эмигрировавший в Нью-Йорк художник, известный серией видов Америки первой половины девятнадцатого века[4]